# Villa Carlos Paz
Villa Carlos Paz é um município da província de Córdoba, na Argentina.